# Athetis funesta
Athetis funesta là một loài bướm đêm trong họ Noctuidae.